# アシダカグモ
アシダカグモ（足高蜘蛛、蠨蛸、学名：Heteropoda venatoria ）は、アシダカグモ科に属するクモの一種。イエグモ、ヌスットコブ＝盗人蜘蛛（熊本県）、ヤツデコブ・ヤッデコッ・ヤツネコブ（鹿児島県）、ヤクブ（沖縄県石垣島）など複数の呼び名が存在する。
徘徊性で、網を張らずにゴキブリなどの獲物を待ち伏せ、目の前に来た獲物を捕食する。日本に生息する徘徊性のクモとしては最大種で、人家に棲息する大型のクモとしてよく知られている。
家屋内では不快害虫とされる一方、ゴキブリなど家の中の衛生害虫を食べる益虫でもある。

## 特徴
体長はメスで20 - 30 mm、オスでは10 - 25 mmで、左右の歩脚を伸ばすと約100 mm（10 cm）ないし15 cm程度になる。オスはメスより少し体が小さく、やや細身で、それに触肢の先がふくらんでいる。
全体にやや扁平で、長い歩脚を左右に大きく広げる。歩脚の配置はいわゆる横行性で、前三脚が前を向き、最後の一脚もあまり後ろを向いていない。歩脚の長さにはそれほど差がない。体色は幼体は成体に比べて色の薄い茶褐色をしており雌雄の差はないが、亜成体になると雌雄の差がはっきりしてくる。メスは灰褐色で、多少まだらの模様があるが、雄は全体に白っぽく頭胸部の後半部分にドクロ模様のような黒っぽい斑紋がある。また、雌雄共に頭胸部の前縁、眼列の前に白い帯があり、類縁種であるコアシダカグモとはこの帯の有無で判別できる。

## 分布
原産地はインドと考えられているが、全世界の熱帯・亜熱帯・温帯に広く分布している。
アシダカグモは外来種で、元来は日本には生息していなかったが、1878年に長崎県で初めて報告された。移入した原因としては、輸入品に紛れ込んでいた可能性が考えられる。日本には福島県以南の本州・四国・九州・南西諸島に生息し、冬季に着雪のある北海道・東北・石川県以北で確認された例はないとされるが、局地的に生息している場合がある。主要な餌動物であるゴキブリを追いかける形で、交通機関などでの人為分布が進んでいると考えられるほか、気温条件や子グモの空中分散も分布拡大に影響していると思われる。ただし、よく似たコアシダカグモ類との誤同定も報告されている。

## 生態

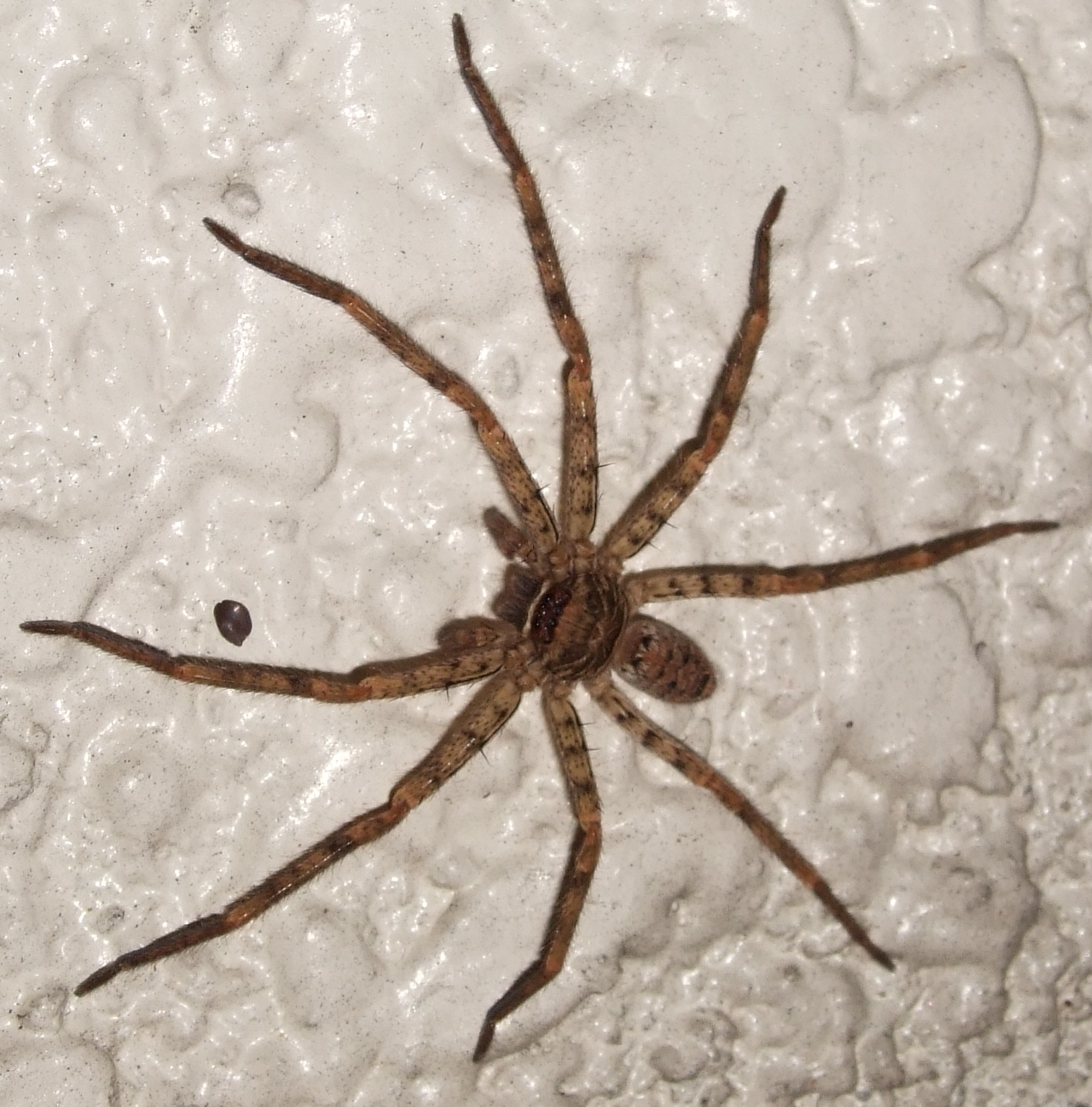
雌成虫

都市の建造物の内外に生息するが、南西諸島（トカラ列島以南）・小笠原諸島では、森林内に生息する小型の個体からなる個体群がある。動きはとても俊敏。
夜行性で、日中は物陰などに潜み、夜になると隠れた場所から這い出る。そして天井・障子・壁などで脚を広げて静止し、接近してきた昆虫（ゴキブリ・ハエ・ガ・カ・ハサミムシなど）を捕食する。本種を含むクモ類は歯を持たず、消化液を出しながら噛み砕いて体液を吸い込む（体外消化）。成長が遅く、成体になるのに2年ほどかかるが、その分寿命は長く、飼育下では8 - 10年にわたり生きた記録もある。
本種の天敵となるカリバチとして、クモバチ科のスギハラクモバチ Leptodialepis sugiharai (Uchida, 1932) やツマアカクモバチ Tachypompilus analis がいる。

## 類縁種など
アシダカグモ属は世界に180種がある。日本にはこの種を含めて3種のみが知られるが、他の2種はごく分布の限られたものばかりである。
- トカラアシダカグモ H. tokarensis Yaginuma, 1961[19]：トカラ列島中之島に分布、ただし正体不明。
- ホソミアシダカグモ H. simplex Jäger & Ono, 2000[19]：八重山諸島に分布（日本固有種）[10]。体長はメスが18 - 25 mm、オスが13 - 16 mm[10]。日中は樹皮の下・倒木・朽木・崖の窪みなどに潜み、夜になると樹幹・崖地・草地などを徘徊する[10]。

日本には、森林の落ち葉や枯れ木の下にもよく似たクモがいるが、これはコアシダカグモ（Sinopoda forcipata）といって別種である。この種は以前は同属とされていたが、現在は別属とされている。ただしその判別は生殖器の特徴により、外部形態ではほとんど差がない。判別としては、アシダカグモよりやや小柄で足が短く、体色が濃い褐色である点が異なるが、非常によく似ていて紛らわしい。本州から九州まで分布し、中国からも記録がある。コアシダカグモは野外の自然環境の保たれた場所に生息し、室内性のアシダカグモとは棲み分けているようであるが、希に室内や建物内で発見されることがあり、上記のように誤認されたと思われる例もある。
なお、コアシダカグモ属にはさらに別種があり、琉球列島には地域ごとの別種がいるほか、近縁の別属カワリアシダカグモ属の種も発見されている。

## 繁殖

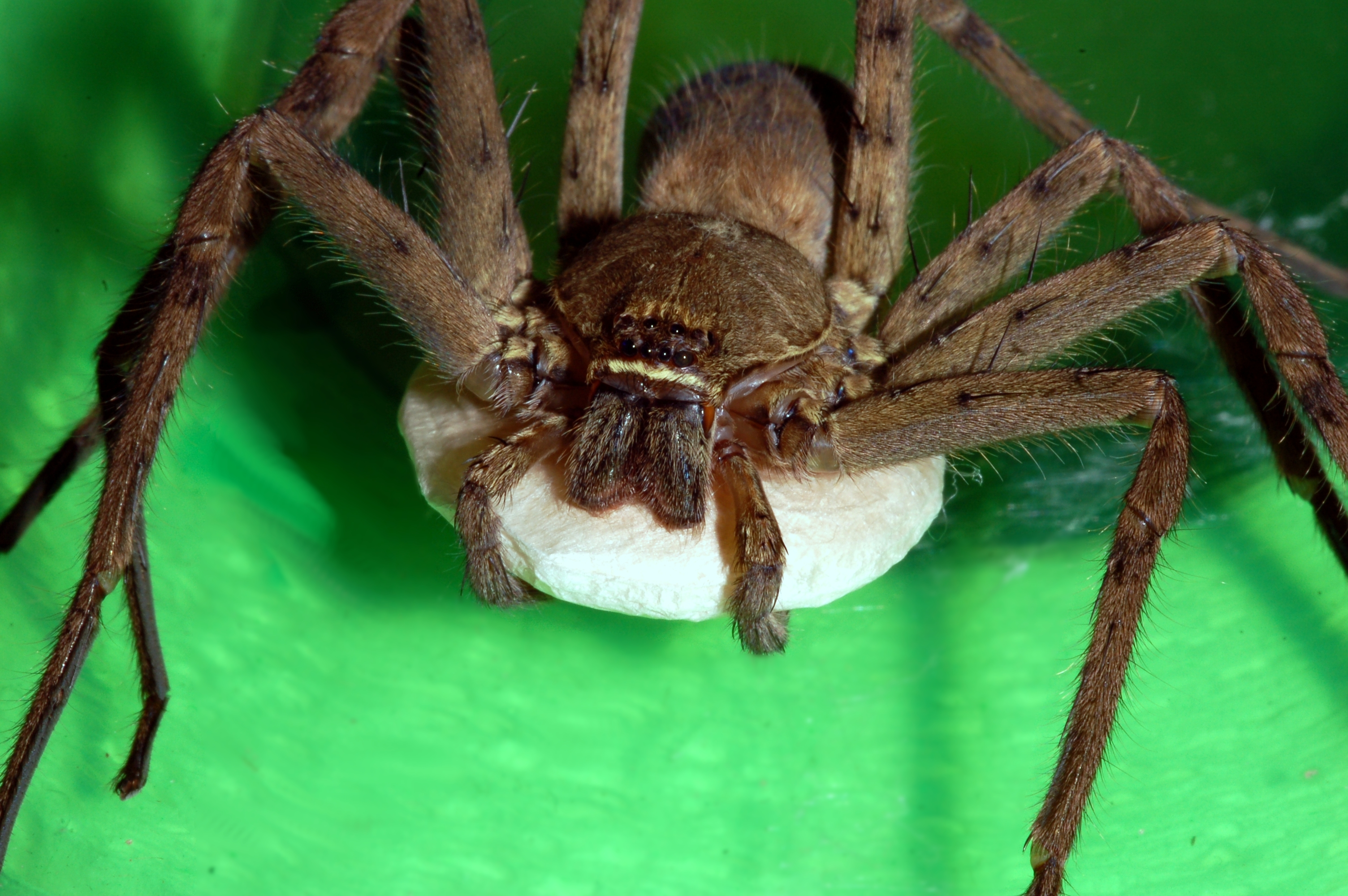
卵嚢を抱えているメス成虫

日本に生息するメスの産卵期は5月 - 8月ごろである。母グモは平均300個程度（180 - 440個）の卵を糸で包んで円盤形の卵嚢を形成し、これを触肢・牙・第3脚で抱えて持ち歩く。その間、孵化した幼体は卵嚢内で1回脱皮する。母グモは卵嚢から幼体が出てくる直前、幼体の入った卵嚢を糸で壁面に固定する。子グモは7 - 10日後に出廬して風通しの良い場所へ移動、腹部から糸を出し、風に乗って糸とともに飛散する（バルーニング）。メスは10回、オスは9回の脱皮を経て、約2年で成虫になる。
孵化した子グモは、しばらく卵嚢の周りの壁にたむろしているが、これを発見した人などが手を加えると次の瞬間に子グモたちはそこら中へと走り出す。

## 人との関わり
その不気味な姿から不快害虫とみなされ、人家内に出現すると駆除の対象とされることが多い。しかし人間への攻撃性はなく、網で家屋を汚すなどの実害もない。

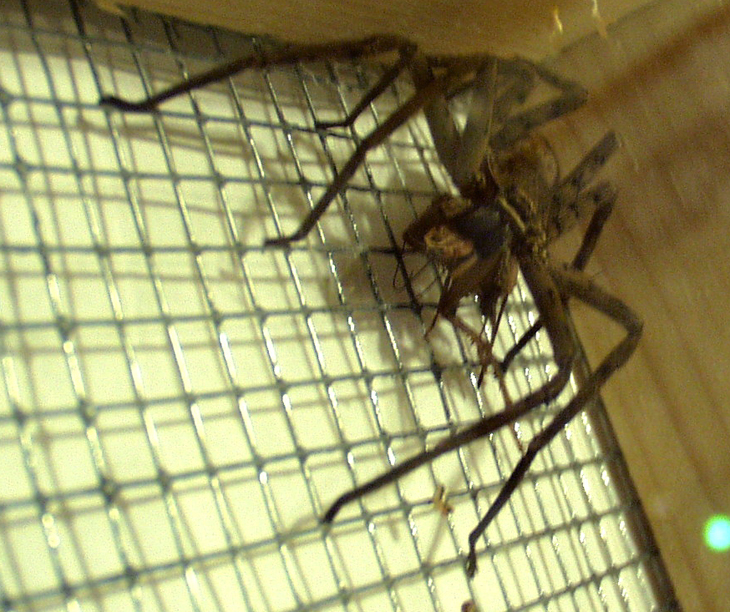
コオロギを捕食するアシダカグモ

一方で、人家内外に住むゴキブリ・ハエなどの衛生害虫を捕食してくれる益虫で、本州では主に家屋内に生息するクロゴキブリを捕食する。また、ゴキブリを食べている最中の本種に実験的に他のゴキブリを与えると、接触していた餌（ゴキブリ）を置いて新たな獲物を捕食しようとする習性があるため、その捕食効率はかなり高いと推定される。ただし本種はテリトリーを持ち、1室に1個体しか生息しないため、ゴキブリ類の決定的な天敵とはなりえないとされる。
クモが捕食対象へ注入する消化液には強い殺菌能力があり、また自身の脚などもこの消化液で手入れを行う。それはアシダカグモも同様であり、食物の上などを這い回ることも無いため、徘徊や獲物の食べ殻が病原体媒介などに繋がる可能性は低い。
駆除には蠅叩きや、ゴキブリ用エアゾール（殺虫剤）が有効だが、安富和男・梅谷献二 (1995) は「本種やハエトリグモなど、クモ類の多くは屋内害虫を捕食する有益な天敵であるため、むしろ保護すべき小動物」「本種は屋内性のクモ類の中では最も保護すべき種類」と指摘している。また、斎藤慎一郎 (2002) も「ゴキブリを駆除するために殺虫剤を撒いてクモまで殺すのは愚かだ。本種やオオヒメグモ（部屋の隅に巣を造る）は駆除しなければ、彼らが適当に（家の中の）ゴキブリを食べてくれる」と指摘している。
宮古島（沖縄県）では家に住むアシダカグモを珍重する風習があるほか、西表島では本種を「イエグモ」と呼び、卵嚢を潰して腫れ物の吸い出し薬に用いる風習（民間療法）もあった。一方、石垣島では「ヤクブ（アシダカグモ）はハブと同じくらい強い毒を持っているから、見つけたら殺せ」と伝承されている。
昆虫学者である安富和夫の著書「ゴキブリ3億年のひみつ」によると、アシダカグモが2、3匹程度居る家では、大きな巣を作り繁栄しているゴキブリが半年以内に全滅するという。その後は別の獲物を求めてその家から姿を消すことから、インターネット上では最前線で戦う軍隊の中核を担う「軍曹」に例えて「アシダカ軍曹」と呼ばれている。